# Jürg W. Leipziger
Jürg W. Leipziger (* 4. Juli 1943 in Glarus, Schweiz) ist ein Schweizer Unternehmer und PR-Berater.

## Leben
Nach einem Studium der Betriebswirtschaftslehre in Zürich und drei Jahren Berufstätigkeit bei der Werbeagentur Young & Rubicam in Frankfurt am Main und New York City gründete Leipziger 1970 in Frankfurt am Main die Leipziger & Partner Kommunikations GmbH, eine der ersten PR-Agenturen Deutschlands. Ferner ist er heute Gesellschafter weiterer Unternehmen der Kommunikations- und Medienwirtschaft, darunter Verlage und Filmproduktionen.
Leipziger ist Dozent und Lehrbeauftragter an diversen Akademien. 1995 wurde er zum Honorarprofessor am Lehrstuhl für Öffentlichkeitsarbeit und PR von Günter Bentele an der Universität Leipzig ernannt (inzwischen im Ruhestand). Dort gründete er u. a. die studentische PR-Agentur LiSA GmbH (Leipziger Initiative Studenten Agentur) und ist Mitglied des Kuratoriums des Leipziger Public Relations Studenten e.V. (LPRS).
Neben seinen Unternehmer- und Lehrtätigkeiten war Leipziger u. a. Mitbegründer und Präsident der Deutschen Akademie für Public Relations und Ehrenpräsident der Gesellschaft Public Relations Agenturen (GPRA). Ferner war Leipziger Leiter des Bildungsgangs Public Relations an der Bayerischen Akademie für Werbung und Marketing. Er ist seit 2003 Vorstandsvorsitzender der Lobbyorganisation CityForum ProFrankfurt e.V. mit 205 Mitgliedern.
2003 wurde Leipziger das Bundesverdienstkreuz am Bande durch den damaligen Bundespräsidenten Johannes Rau verliehen. Er ist Autor zahlreicher Beiträge und eines Fachbuches über Public Relations.
Leipziger ist verwitwet und Vater von drei Töchtern. Er lebt in Frankfurt am Main. Seine Frau starb am 9. September 2017.